# Ла Фоса (Болоња)
Ла Фоса (итал. La Fossa) је насеље у Италији у округу Болоња, региону Емилија-Ромања.
Према процени из 2011. у насељу је живело 35 становника. Насеље се налази на надморској висини од 809 м.